# Acacia malloclada
Acacia malloclada é uma espécie de leguminosa do gênero Acacia, pertencente à família Fabaceae.